# Neosybra cylindracea
Neosybra cylindracea är en skalbaggsart som beskrevs av Stefan von Breuning 1940. Neosybra cylindracea ingår i släktet Neosybra och familjen långhorningar.
Artens utbredningsområde är Laos. Inga underarter finns listade i Catalogue of Life.